# حديقة غويانا الأمازونية
حديقة غويانا الأمازونية (بالإنجليزية: Guiana Amazonian Park)‏ هي أحد الحدائق الوطنية الفرنسية التسعة تهدف إلى حماية جزء من غابات الأمازون الواقعة بغويانا الفرنسية.